# マートゥリーディー学派
マートゥリーディー学派(アラビア語: الماتريدية Maturidiyya)は、イスラム教スンナ派における神学の一派。アブー・マンスール・マートゥリーディーを起源とし、現在のスンナ派内で多数を占め、アシュアリー学派に並ぶ正統神学派とみなされている。最初はペルシアのハナフィー法学派ムスリム（16世紀のサファヴィー朝によるシーア派化以前）に広まり、オスマン帝国やムガル帝国では独占的な地位を享受した。両帝国外ではテュルク諸部族、中央アジア、南アジアのムスリムに受け入れられ、アラブ人のなかにもこれを奉ずる神学者がいた。マートゥリーディー学派はスーフィズムの伝統を重んじている。

## 内容
マートゥリーディー学派の主張は次のような事項を骨子としている。
- 神のあらゆる特質は永遠であり、神と不可分である[5]。
- 道徳規範は実在するものであり、人間はこれを理性によって認識することができる[6]。
- 人間は理知的に神を認識することができるが、そのためには啓示と預言者の指導が必要である。なぜなら人間の知性は欲望によって逸らされ得るものであり、また神に関するある一定の知識は、彼ら預言者によってもたらされたものだからである。例えばムハンマドはクルアーンを現出させることで神についての特別な知識をもたらした。逆に言えば、人々はクルアーンの内容にムハンマドを通してのみ触れられるようになったのである[5]。
- 人間は、神に与えられた可能性の範囲内で、自らの行動を決定することができる。つまり、神はすべての可能性を想像したのであり、選択する自由は人間にある[5]。
- 神の言葉であるクルアーンは被創造物ではない。ただし、それが音や文字のような形をとれば、それらは被創造物となる
- 六信を奉ずる[7]。
- 宗教的権威とされる者には、理性的な証明が可能な主張を行うことが求められる[8]。
- 自然科学やイスラーム哲学を支持する[8]。
- イーマーン（英語版）（信心）は個人の行いによって増減せず、行いに影響されるタクワー（英語版）（敬虔さ）に勝る。この主張は、イーマーンが個人の行いに左右されるとするアシュアリー学派と対立している点である[9]。

マートゥリーディー学派の主張によれば、人間は理性を与えられた被創造物であり、その点で他の動物と区別される。また、人間と神の関係は、自然と神の関係と異なる。人間は自らの行動を選ぶ自由意志を与えられているが、それによって選ばれる「行動」は神の被創造物であるため、人間は神の行いを表出できていることになる。道徳倫理は理性によってのみ理解可能であり、それには預言者の指導を必要としない。またハディースは理性と対立する場合は信頼できないとする。ただし、人間の知性はすべての真理をつかむことはできず、それには神秘的な啓示が必要であるとしている。さらに、マートゥリーディー学派は神が自らに似せて人間を創造したとする擬人説に反対しているが、一方で人間に神的な特徴が備わっている可能性を否定しているわけでもない。また人間はタウヒードの一性の光を理解しなければならないとしている。

## 歴史
「マートゥリーディー学派」を示すアラビア語 "Māturīdiyyat" が使用され始めるのは、学祖マートゥリーディー（通説では944年歿）が生きた時代より遅く、14世紀中央アジアの学者タフターザーニー（1390年歿）が、スンニー派正統派神学（カラーム）の起源を説明する際に使用して以来のことである。『イスラーム百科事典』によれば、タフターザーニーが、この「マートゥリーディーヤ」という用語を「アシュアリーヤ」と併用することによって、アシュアリーとともに正統派神学のいしずえを築いたという歴史的評価をマートゥリーディーに与えようとしているのは明らか、とされる。「マートゥリーディー学派」の実際の学祖がマートゥリーディーその人であったか否かについては疑問視されているが、その理由はこのように、「マートゥリーディーヤ」という言葉が使われ始めたことが学祖とされる人物の活躍した時代よりかなり遅いことにある。なお、タフターザーニーがこのように言い始めるより前の時代において、この神学派は「サマルカンド派」あるいは「マーワラーアンナフル派」と呼ばれていた。
サマルカンドのハナフィー派法学者たちの神学理論は、10世紀から11世紀にかけて、マーワラーアンナフルやホラーサーン地方の東部、バルフといった地域に浸透する。これらの地域はちょうどカラハン朝の中央アジアにおける領土であり、同派神学はイスラームに改宗したテュルク系遊牧民の間に広まっていった。当時、サマルカンドの神学は、ブハーラーの神学と異なるところが少しあり、ブハーラーのほうがホラーサーン以西の影響をより強く受けて、ハディース中心主義的、かつ、反「ムゥタズィラ派」的であった。ホラーサーン以西のハナフィー派には、アブー・マンスール・マートゥリーディーの教説の影響が見当たらず、ムゥタズィラ派の神学理論が護持されていた。状況は11世紀中ごろ、この地域に興ったセルジューク朝の膨張により一変する。